# ZFC in het seizoen 1965/66
Het seizoen 1965/1966 was het 11e jaar in het bestaan van de Zaandamse betaaldvoetbalclub ZFC. De club kwam uit in de Tweede divisie A en eindigde daarin op de 14e plaats. Tevens deed de club mee aan het toernooi om de KNVB beker, hierin werd de club in de groepsfase uitgeschakeld.

## Wedstrijdstatistieken

### Tweede divisie A
|       | AGOVV | Gooiland | De Graafschap | Heerenveen | Hilversum | HVC   | PEC   | Tubantia | Veendam | Vitesse | Wageningen | FC Zaanstreek | Zwartemeer | Zwolsche Boys |
| ----- | ----- | -------- | ------------- | ---------- | --------- | ----- | ----- | -------- | ------- | ------- | ---------- | ------------- | ---------- | ------------- |
| Thuis | 3 – 3 | 2 – 1    | 0 – 1         | 1 – 3      | 0 – 1     | 0 – 3 | 0 – 2 | 2 – 4    | 0 – 1   | 3 – 2   | 2 – 1      | 0 – 1         | 0 – 2      | 1 – 1         |
| Uit   | 2 – 1 | 0 – 4    | 4 – 0         | 2 – 5      | 0 – 1     | 2 – 1 | 2 – 1 | 3 – 2    | 2 – 1   | 2 – 0   | 3 – 2      | 0 – 0         | 5 – 0      | 1 – 3         |

### KNVB beker
| Groepsfase                                         | FC Zaanstreek           | 1 – 0 (0 – 0) | ZFC                                               |
| 19 september 1965 Plaats: Koog aan de Zaan De Koog | Aard Spruit             |               |                                                   |
| Groepsfase                                         | ZFC                     | 0 – 3 (0 – 3) | Ajax                                              |
| 7 november 1965 Plaats: Zaandam Westzanerdijk      |                         |               | 7' Johan Cruijff 14', 23' Sjaak Swart             |
| Groepsfase                                         | ZFC                     | 2 – 4 (1 – 4) | De Volewijckers                                   |
| 16 januari 1966 Plaats: Zaandam Westzanerdijk      | Henk van Meteren –', –' |               | 10', –' Dirk de Ruiter Co Adriaanse Arie van Dijk |

## Statistieken ZFC 1965/1966

### Eindstand ZFC in de Nederlandse Tweede divisie A 1965 / 1966
| Stand | Gespeeld | Gewonnen | Gelijk | Verloren | Punten | Doelpunten voor | Doelpunten tegen |
| ----- | -------- | -------- | ------ | -------- | ------ | --------------- | ---------------- |
| 14e   | 28       | 7        | 3      | 18       | 17     | 35              | 54               |

### Topscorers
| #      | Naam             | Goal |
| ------ | ---------------- | ---- |
| 1.     | Map Marijt       | 14   |
| 2.     | Henk van Meteren | 6    |
| 3.     | Abe van den Ban  | 3    |
| 3.     | Jos van Helvert  | 3    |
| 3.     | Harmen Veerman   | 3    |
| 6.     | Wim van West     | 2    |
| 7.     | Jan Brouwer      | 1    |
| 7.     | Joep Molenaar    | 1    |
| 7.     | Rob de Vries     | 1    |
| 7.     | Jan Wagendrever  | 1    |
| Totaal | Totaal           | 35   |

| #      | Naam             | Goal |
| ------ | ---------------- | ---- |
| 1.     | Henk van Meteren | 2    |
| Totaal | Totaal           | 2    |